# Asterio de Amasea
San Astero o Asterio (350/410) fue arzobispo de Amasea en el Ponto, después de haber sido abogado.
Obtuvo un rango distinguido entre los doctores de la Iglesia del cuarto siglo. Existen muchas homilías suyas, que los antiguos apreciaron mucho. Fueron publicadas por el P. François Combefis, Ant. Bibl. patruum, tom. 1, con los extractos de algunas otras tomadas de Focio. Teofilo Raynaud también las había recogido y hecho imprimir en latín en 1661.